# Бусалов, Алексей Андреевич
Алексей Андреевич Бусалов (1903, Яхрома, Московская губерния — 1966, Москва) — советский хирург, доктор медицинских наук (1948), профессор (1949).

## Биография
Окончив Дмитровскую гимназию, поступил на медицинский факультет 2-го МГУ, где ярко проявились его способности к исследовательской работе; постоянно участвовал в заседаниях Московского хирургического общества. Вернувшись в 1930 в Яхрому, возглавил хирургическое отделение местной больницы. С 1933 года — ассистент клиники Первого Московского медицинского института, где под руководством академика Н. Н. Бурденко совершенствовал своё профессиональное мастерство. В 1936 году защитил кандидатскую диссертацию, в 1948 — докторскую по теме «Оценка операции резекции желудка при язвенной болезни». В 1938—1947 годы работал в лечебно-санитарном управлении Кремля и одновременно — доцентом факультетской клиники 2-го Московского медицинского института, руководимой академиками С. И. Спасокукоцким, затем А. Н. Бакулевым.
С 1948 возглавлял лечебно-санитарное управление Кремля, при этом постоянно выезжал в Яхрому, где вёл приём больных, по воскресеньям делал операции. В 1949 году по навету недоброжелателей вынужден был покинуть Москву и уехать в Ярославль, там же первым в городе стал делать операции на пищеводе. В 1949—1953 годы работал в  Ярославском медицинском институте — заведующим кафедрой общей хирургии, кафедрой госпитальной хирургии (1950—1952), заведующим кафедрой факультетской хирургии (с мая 1952). В октябре 1952 был уволен с работы и в том же году арестован по «делу врачей», освобождён после смерти И. В. Сталина в начале апреля 1953. В связи с Постановлением Пленума Верховного суда СССР был восстановлен в должности заведующего кафедрой факультетской хирургии ЯМИ с сохранением непрерывного стажа работы.
Вскоре вернулся в Москву и в октябре 1953 был избран по конкурсу заведующим кафедрой общей хирургии 2-го Московского медицинского института, затем возглавлял кафедру общей хирургии лечебного факультета на базе 4-й городской больницы. C 1957 возглавлял Научно-исследовательский институт грудной хирургии. Похоронен на Новодевичьем кладбище.

## Научная деятельность
Подготовил 8 докторов наук и 19 кандидатов наук, опубликовал 120 научных трудов, в том числе 4 монографии (за одну из них был удостоен премии имени С. И. Спасокукоцкого) и 16 крупных разделов в различных учебниках, руководствах для врачей; внёс большой вклад в создание журнала «Грудная хирургия» и в «Руководство по оперативной хирургии грудной полости». В разное время был членом президиума правления Всесоюзного общества хирургов, членом учёного совета Министерства здравоохранения РСФСР, заместителем редактора журнала «Хирургия», соредактором Большой медицинской энциклопедии.

## Память
Одна из улиц Яхромы носит имя А. А. Бусалова. Решением биографической комиссии Дмитровского района в июле 2000 года признан лучшим дмитровчанином XX века в номинации «врач».